# Békési kistérség
A Békési kistérség kistérség Békés megyében, központja Békés.

## Települései
| Békés       | Bélmegyer  | Csárdaszállás | Doboz  | Kamut |
| Köröstarcsa | Mezőberény | Murony        | Tarhos |       |

## Története
2007-ben Gyomaendrőd és Hunya a Szarvasi kistérséghez csatlakozott, ugyanekkor került ide Doboz a Békéscsabai kistérségből.